# Żelazna Pagoda
Żelazna Pagoda (chiń. trad. 鐵塔; pinyin Tiě tǎ) – buddyjska pagoda w chińskim mieście Kaifeng w prowincji Henan; część zespołu świątynnego Youguo (佑國寺). Została wybudowana w 1049 roku za rządów dynastii Song (960–1279). Zachowana do dzisiaj ceglana pagoda powstała na miejscu drewnianej, którą strawił pożar w 1044 roku.

## Architektura
Wzniesiona na planie ośmiokąta pagoda składa się z 13 kondygnacji i liczy 56,88 m wysokości. Jest to ceglana wieża z kamiennymi, spiralnymi schodami wewnątrz oraz niewielkimi otworami w ścianach zewnętrznych, które umożliwiają dopływ światła i powietrza. Pagoda charakteryzuje się gęsto umiejscowionymi pod daszkami (miyan) dougongami oraz dużą liczbą kondygnacji (louge). Ściany zewnętrzne zbudowano z ponad 50 różnych rodzajów glazurowanych i zdobionych cegieł. Ok. 1600 cegieł dodatkowo wzbogacono, umieszczając na nich skomplikowane i obfitujące w detale płaskorzeźby przedstawiające m.in. siedzącego Buddę, mnichów, śpiewaków, tancerzy, kwiaty, lwy, smoki oraz inne legendarne stworzenia. Pod daszkami pagody zawieszono w sumie 104 dzwonki, z których w czasie wiatru wydobywa się dźwięk. Podmurówkę budynku osadzono w mule pochodzącym z rzeki Huang He. Wewnątrz pagody znajdują się malowidła przedstawiające sceny z klasycznych powieści chińskiej literatury, m.in. Wędrówki na Zachód.

## Historia
Za rządów Północnej dynastii Song (960–1127), której stolicą było Kaifeng, sławny architekt Yu Hao wzniósł drewnianą pagodę, będącą częścią kompleksu świątynnego Youguo (w latach 965–995). W 1044 roku drewniana pagoda spłonęła w pożarze wywołanym uderzeniem pioruna. Z rozkazu cesarza Renzonga (panował w latach 1022–1063), w 1049 roku na miejscu starej pagody wybudowano nową, do konstrukcji której wykorzystano niepalne cegły i kamienie. Nową pagodę nazwano żelazną, ponieważ kiedy obserwuje się ją z daleka, wydaje się ona mieć specyficzny, przypominający żelazo, szary kolor (pomimo tego, że w rzeczywistości ściany wykonane są z cegieł koloru czerwonego, brązowego, zielonego i niebieskiego). W 1847 roku rzeka Huang He wystąpiła z koryta i zniszczyła zabudowania świątyni Youguo, nie uszkadzając przy tym pagody. W sumie od momentu powstania pagoda przetrwała 38 trzęsień ziemi, 6 powodzi i kilka innych katastrof, jednak wciąż pozostaje w niemal nienaruszonym stanie.
W 1961 roku rząd Chińskiej Republiki Ludowej objął pagodę ochroną.
W 1994 roku Żelazna Pagoda została umieszczona na chińskich znaczkach pocztowych o nominale 2 juanów.